# Dry Martini
Dry Martini és una pel·lícula de comèdia del 1928 produïda i distribuïda per Fox Film Corporation protagonitzada per Mary Astor i Matt Moore. El sistema de so Movietone es va utilitzar per a la música i els efectes de so, però en cas contrari és una pel·lícula muda. També es va fer una versió muda. Samuel L. Rothafel també va contribuir amb música per a la pel·lícula. Va ser una adaptació de la novel·la de 1926 Dry Martini: a Gentleman Turns to Love de John Thomas. Ray Flynn va ser assistent de direcció.
Aquesta pel·lícula és perduda.

## Argument
El ric divorciat estatunidenc Willoughby Quimby fa deu anys que viu a París quan s'assabenta que la seva filla adulta Elizabeth vindrà de visita. Ha estat vivint la vida alta plena de vi i dones, però decideix renunciar a ambdós durant la seva estada. Elizabeth s'avorreix d'ell, així que comença a veure l'artista descarat Paul De Launay. El jove amic de Quimby, Freddie Fletcher, salva l'Elizabeth de les urpes de De Launay a temps. Després del matrimoni d'Elizabeth amb Freddie, el seu pare torna als seus camins desenfrenats.

## Repartiment
- Mary Astor – Elizabeth Quimby
- Matt Moore – Freddie Fletcher
- Sally Eilers – Lucille Grosvenor
- Albert Gran – Willoughby Quimby
- Albert Conti – Paul De Launay
- Tom Ricketts – Joseph
- Hugh Trevor – Bobbie Duncan
- John Webb Dillon – Frank
- Marcelle Corday – Mrs. Koenig